# 天主教杰拉尔顿教区
天主教傑拉爾頓教區（拉丁語：Dioecesis di Geraldton）是澳大利亞一個羅馬天主教教區。屬珀斯總教區。1898年1月30日升為教區。
教區範圍包括西澳大利亞州中部，教座位於傑拉爾頓。2006年有教友27,135人（佔轄區人口23.7%）、十二個堂區、十九名司鐸。現任主教為猶斯定·若瑟·畢安契尼。